# Parra (nom de famille)
Pour l’article ayant un titre homophone, voir Para.
Pour les articles homonymes, voir Parra (homonymie).
Parra (hébreu גֶּפֶן, « Vigne ») est un patronyme espagnol, portugais, et aussi hébreu, qui signifie vigne ou treillis, par exemple, une pergola. Il est tiré du mot signifiant treillis et les vignes qui y sont élevées.
Chez les Juifs séfarades, le nom de famille est un toponyme de la ville de La Parra, Badajoz en Espagne, où il y avait une importante communauté juive avant leur expulsion des couronnes de Castille et d'Aragon par le décret de l'Alhambra en 1492. De nombreux descendants portant le nom de famille, dont certains converso s'exilèrent au Portugal, en France et aux Pays-Bas, notamment à Amsterdam. En Espagne, de nombreuses conversions ont eu lieu, c'est pourquoi le nom de famille figure sur les listes de l'Église catholique et de l'Inquisition espagnole,. On croit que l'origine du nom de famille se trouve dans la symbolique de la vigne et du cépage, qui pour le judaïsme signifie le peuple d'Israël qui grandit et se multiplie. Ainsi, les champs de vigne ont été appelés "champs de roses" parce qu'Israël était la "rose mystique".
Au début du XIXe siècle, dans la ville de Buda, en Hongrie, plus d'un demi-millier de Juifs séfarades étaient répertoriés sous le nom de famille Parra.